# Deinopis camela
Deinopis camela är en spindelart som beskrevs av Tord Tamerlan Teodor Thorell 1881. Deinopis camela ingår i släktet Deinopis och familjen Deinopidae. Inga underarter finns listade i Catalogue of Life.